# Sybra fuscolateralis
Sybra fuscolateralis là một loài bọ cánh cứng trong họ Cerambycidae.